# Лоутон (східний Сассекс)
Лаутон ([ˈlaʊtən]) — місто та цивільна парафія в лісовому окрузі Еппінг, Ессекс. Частина столичного та міського району Лондона, місто межує з Чінгфордом, Уолтемським абатством, Тедон-Буасом, Чигвеллом і Бакхерст-Гіллом і знаходиться за 19 кілометрів на північний схід від Чарінг-Кросс.
Парафія Лоутон охоплює частину Еппінг-Форест, у 1996 році деякі частини півдня старої парафії були передані парафії Бакхерст-Гілл, а інші невеликі частини — Чігвеллу та Тейдон-Буа. Це найбільш густонаселена цивільна парафія в районі Еппінг-Форест, а в Ессексі це друга за чисельністю громадянська парафія (після острова Кенві) і друга за величиною в регіоні. За даними перепису 2021 року, у ньому проживало 33 353 особи.
У Лоутоні є три природоохоронні зони, і в місті є 56 будівель, а також 50 місцевих будівель.

## Історія

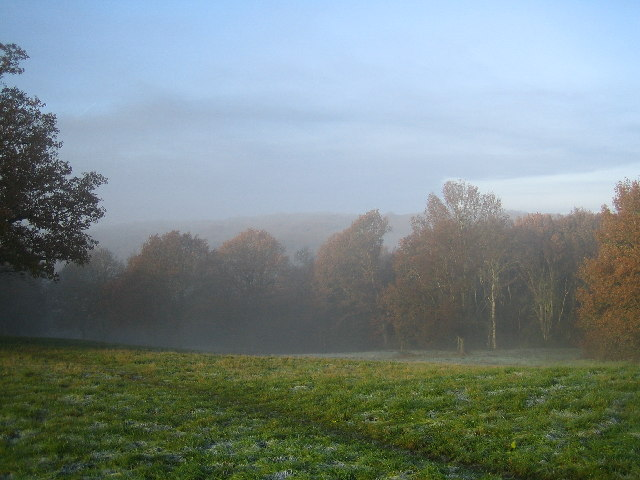
Вид на ліс Еппінг з пагорба Болдуін

Найдавнішою спорудою в Лоутоні є Лоутон-кемп, земляний форт залізної доби в Еппінг-Форест, який датується приблизно 500 роком до нашої ери. Століттями приховане густим підліском, воно було знову відкрите в 1872 році.
Перші згадки про місце сучасного Лоутона датуються англосаксонським періодом, коли воно було відоме як Лукінтун («ферма Луга»). Найдавніше письмове свідчення про це поселення міститься в хартії Едуарда Сповідника 1062 року, яка надала Гарольду Годвінсону (пізніше королю Гарольду II) різні маєтки, зокрема Тіппедене (Дебден) і Алвартун (Олдертон-Холл у Лоутоні). заснування Волтемського абатства. Після норманського завоювання місто також згадується в Книзі Судного дня 1086 року під назвою Лохінтуна.
Поселення залишалося невеликим селом до початку 17 століття, коли дорога була продовжена на північ через ліс. Дорога швидко стала головним маршрутом з Лондона до Кембриджа та Східної Англії, а Лаутон перетворився на важливу зупинку з постоялими дворами. Найвизначнішим із великих будинків цього періоду, побудованих як заміські будинки для багатих міських купців і придворних, був Лоутон-Холл, що належав Марії Тюдор за два місяці до того, як вона стала королевою Англії Марією в 1553 році, а пізніше сім'ї Рот з 1578 року. до 1738 року. Сер Роберт Рот (прибл. 1576 – 1614) і його дружина леді Мері Врот (1587 – прибл. 1652) приймав удома багатьох видатних діячів літератури того часу, зокрема Бена Джонсона. Перебудована 1878 р. прп. Дж. В. Мейтленд, родина якого володіла маєтком протягом більшої частини 19 століття. Зараз це будинок для престарілих Veecare Homes і внесено до списку пам’яток II ступеня.

## Географія
Лаутон обмежений лісом Еппінг на заході та долиною річки Родінг на сході. Після того, як Еппінгський лісовий акт 1878 року заборонив будь-яке подальше розширення міста в ліси, ліс і річка утворили два природні бар’єри, що стримують будь-яке розширення на захід чи схід, і, отже, більша частина зростання за останні 100 років відбувалася через заповнення і будівництво нових житлових масивів на північ і південь від центру старого міста, а також спеціально побудоване передмістя Дебден на північний схід. Долина Родінг дещо заболочена, і річка схильна до повеней, тому будівництво поблизу річки дуже обмежене, а більшість землі навколо неї визначено природним заповідником або залишено як відкриті парки. Автомагістраль M11, яка проходить уздовж Родінга на цій ділянці, побудована на піднятих берегах або естакадах, щоб уникнути потенційних проблем із затопленням.